# Избори за Скупштину Црне Горе 2016.
Избори за посланике у Скупштину Црне Горе 2016.  одржани су 16. октобра. Заједно са парламентарним одржани су и локални избори и то у Будви, Котору, Андријевици и Гусињу.
Грађани су на овим изборима бирали 81 посланика у 10. сазив Скупштине Црне Горе. Ово су били десети парламентарни избори од увођења вишестраначја и четврти од независности Црне Горе.
19. маја 2016. представници дела опозиције су ушли у реконструисану владу Мила Ђукановића, ради спровођења фер избора.
На дан одржавања ових избора, 20 држављана Србије је ухапшено због сумње да припремају терористички напад у Црној Гори, укључујући бившег команданта Жандармерије Србије Братислава Дикића.

## Изборне листе
Предато је 17 изборних листа. Жријебом утврђени редосљед изборних листа на збирној изборној листи.
1. Албанци одлучно Форца-ДУА-ААM
2. СДП – Ранко Кривокапић – Држава свима
3. Албанска коалиција – са једним циљем - ДП, ГИ, ДСУЦГ и ПерспективаM
4. Алтернатива Црна Гора
5. Позитивна Црна Гора – Дарко Пајовић – Јер волим Црну Гору
6. Сигурним кораком! ДПС - Мило Ђукановић (Либерална партија Црне Горе)
7. Хрватска грађанска иницијатива – ХГИ Од СрцаM
8. мр Алекса Бечић – Демократска Црна Гора - Побједе, а не подјеле
9. ВЕЛИКА КОАЛИЦИЈА КЉУЧ - ДЕМОС, СНП, УРА - НАЈБОЉЕ ЗА ЦРНУ ГОРУ
10. Српска странка – проф др Милован Живковић
11. Странка пензионера, инвалида и социјалне правде Црне Горе - др Смајо Шаботић - За бољи стандард пензионера и развој сјевера Црне Горе
12. Листа Демократског савеза Албанаца (Демократски савез у Малесији, Централна албанска партија за интеграције)M
13. Демократски фронт - МИ ИЛИ ОН - (Нова српска демократија, Покрет за промјене, Демократска народна партија Црне Горе, Радничка партија, Демократска српска странка, Покрет за Пљевља, Српска радикална странка, Југословенска комунистичка партија Црне Горе, Партија удружених пензионера и инвалида Црне Горе и Група бирача − Отпор безнађу)
14. Бошњачка странка – Рафет Хусовић – Наша снагаM
15. Бошњачка демократска заједница у Црној Гори – Хазбија КалачM
16. Социјалдемократе Црне Горе - Иван Брајовић - Досљедно
17. Странка српских радикала - Црну Гору у сигурне руке
M — имају статус политичке странке националних мањина.

## Странке и коалиције

### Демократска партија социјалиста
ДПС се након разлаза са СДП-ом и формирања прелазне владе одлучио за самосталан наступ на изборима (по први пут од 1996. и краја коалиције Европска Црна Гора). Носилац листе је дугогодишњи црногорски премијер и лидер странке Мило Ђукановић. Либерална партија Црне Горе је истакла два кандидата на листи ДПС-а. Базирана је на јакој суверенистичкој платформи и снажном залагању за НАТО интеграције. Слоган ове листе гласи Сигурним кораком!

### Демократски фронт
ДФ је након прошлих избора постао највећа опозициона снага. Током 2015. године иницирао је серију протеста против Ђукановићеве владавине и НАТО интеграција. Чланови ове коалиције су Нова српска демократија, Покрет за промјене, Демократска народна партија Црне Горе, Радничка партија, Демократска српска странка, Покрет за Пљевља, Демократска странка јединства, Српска радикална странка, Партија удружених пензионера и инвалида Црне Горе, Српска листа, Југословенска комунистичка партија Црне Горе и покрет Отпор безнађу.
Носилац листе је предсједник НОВЕ Андрија Мандић. Слоган коалиције је Ми или он.

### Велика коалиција Кључ
Ову коалицију су основали Демократски савез (настао након раскола у ДФ-у), Социјалистичка народна партија Црне Горе и Уједињена реформска акција. ДЕМОС и УРА су били у прелазној влади изборног повјерења. Носилац ове листе је лидер ДЕМОС-а Миодраг Лекић а слоган гласи Најбоље за Црну Гору!

### Социјалдемократска партија
СДП је у јануару 2016. прекинуо коалицију са ДПС-ом и напустио већину. Дио СДП-а се претходно одвојио и формирао нову партију Социјалдемократе Црне Горе док је СДП каснио подржао прелазну владу. Странка се залаже за евроатлантске интеграције, носилац листе је предсједник странке Ранко Кривокапић а слоган је Држава свима.

### Демократска Црна Гора
Демократе је основао 2015. године бивши члан подгоричког СНП-а Алекса Бечић (који је и носилац листе). Странка има два посланика у Скупштини, слоган је Побједе а не подјеле.

### Позитивна Црна Гора
Позитивна је почетком 2016. подржала Ђукановићеву владу а потом и владу изборног повјерења. Лидер ПЦГ-а Дарко Пајовић је изабран за предсједника Скупштине. На изборе наступа самостално са слоганом јер Волим Црну Гору.

## Резултати[11]
Укупно посланика 81 мандат. Цензус је 3% (не важи за мањинске странке).
| Изборна листа           | Изборна листа | Гласова | %     | Мандата | +/-          |
| ----------------------- | --- | ------- | ----- | ------- | ------------ |
|                         | Сигурним кораком! ДПС — Мило Ђукановић | 158.490 | 41,41 | 36      | +3           |
|                         | Демократски фронт — МИ ИЛИ ОН - (Нова српска демократија, Покрет за промјене, Демократска народна партија Црне Горе, Радничка партија, Демократска српска странка, Покрет за Пљевља,Демократска странка јединства, Српска радикална странка, Југословенска комунистичка партија Црне Горе, Партија удружених пензионера и инвалида Црне Горе и Група бирача − Отпор безнађу) | 77.784  | 20,32 | 18      | -2           |
|                         | Велика коалиција Кључ — ДЕМОС, СНП, УРА - Најбоље за Црну Гору | 42.295  | 11,05 | 9       | =            |
|                         | Мр Алекса Бечић — Демократска Црна Гора — Побједе, а не подјеле | 38.327  | 10,01 | 8       | нова странка |
|                         | СДП — Ранко Кривокапић — Држава свима | 20.011  | 5,23  | 4       | -2           |
|                         | Социјалдемократе Црне Горе — Иван Брајовић — Досљедно | 12.472  | 3,26  | 2       | нова странка |
| листа националне мањине | Бошњачка странка—Рафет Хусовић—Наша снага | 12.089  | 3,16  | 2       | -1           |
| листа националне мањине | Албанци одлучно ФОРЦА-ДУА-АА SHQIPTARËT TË VENDOSUR FORCA-UDSH-ASH | 4.854   | 1,27  | 1       | =            |
| листа националне мањине | Хрватска грађанска иницијатива — ХГИ од срца | 1.802   | 0,47  | 1       | =            |
|                         | Позитивна Црна Гора — Дарко Пајовић — јер волим Црну Гору | 5.062   | 1,32  | 0       | -7           |
| листа националне мањине | Албанска коалиција "Са једним циљем" ДП, ГИ, ДСУЦГ и Перспектива Koalicioni Shqiptar „ME NJË QËLLIM“ DP-IQ-LD në MZ dhe Perspektiva | 3.394   | 0,89  | 0       | -1           |
| листа националне мањине | Листа Демократског савеза Албанаца Lista e Lidhjes Demokratike të Shqiptarëve | 1.542   | 0,40  | 0       | нова партија |
|                         | Српска странка — проф др Милован Живковић | 1.201   | 0,31  | 0       | нова партија |
| листа националне мањине | Бошњачка демократска заједница у Црној Гори — Хазбија Калач | 1.140   | 0,30  | 0       | нова партија |
|                         | Алтернатива Црна Гора | 878     | 0,23  | 0       | нова партија |
|                         | Странка српских радикала — Црну Гору у сигурне руке | 693     | 0,18  | 0       | =            |
|                         | Странка пензионера, инвалида и социјалне правде Црне Горе — др Смајо Шаботић "За бољи стандард пензионера и развој сјевера Црне Горе" | 672     | 0,18  | 0       | =            |